# OSTRALE – Internationale Ausstellung für zeitgenössische Künste

Der Hirsch – das OSTRALE-Logo

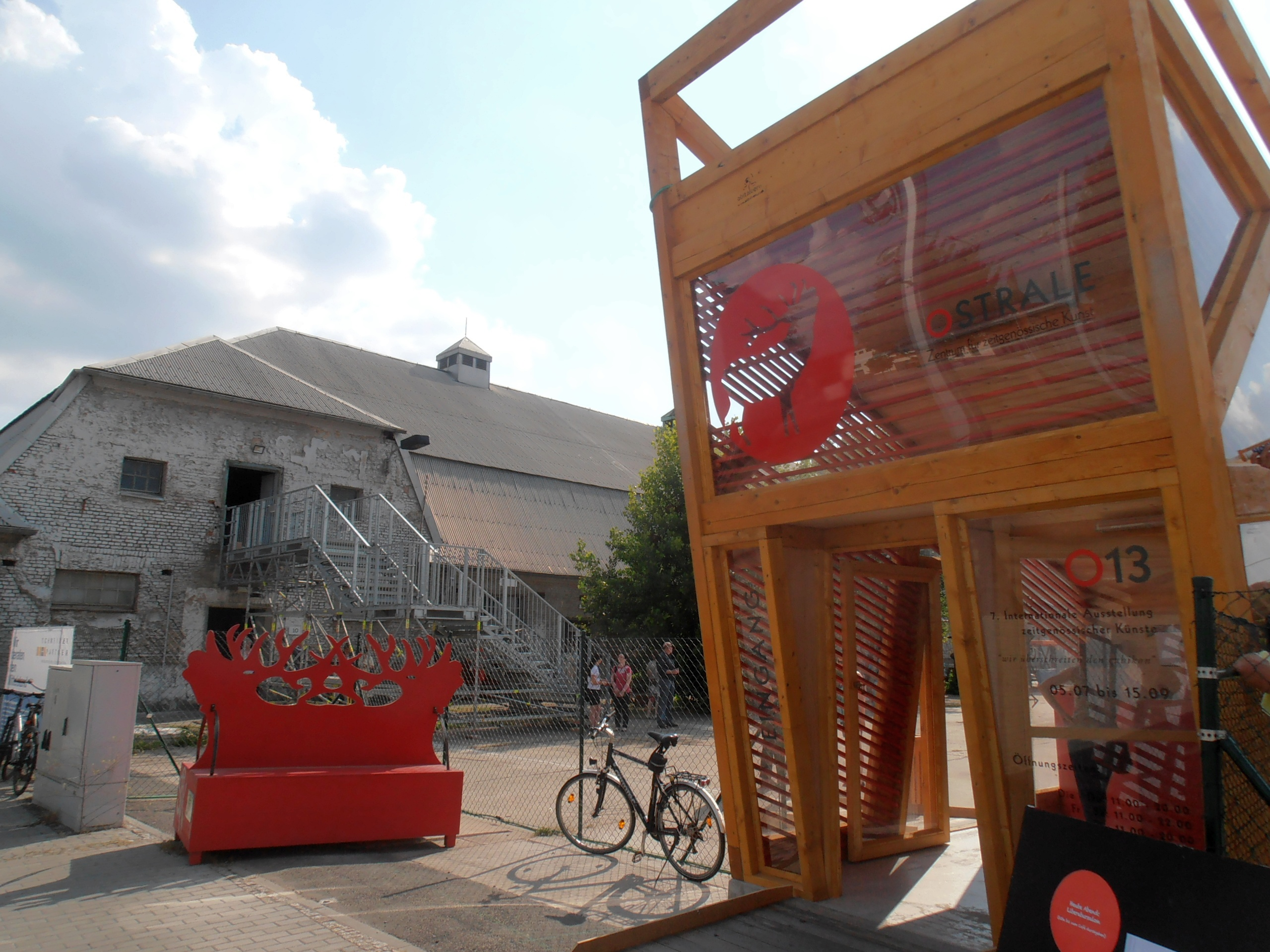
Eingangsbereich der OSTRALE 2013

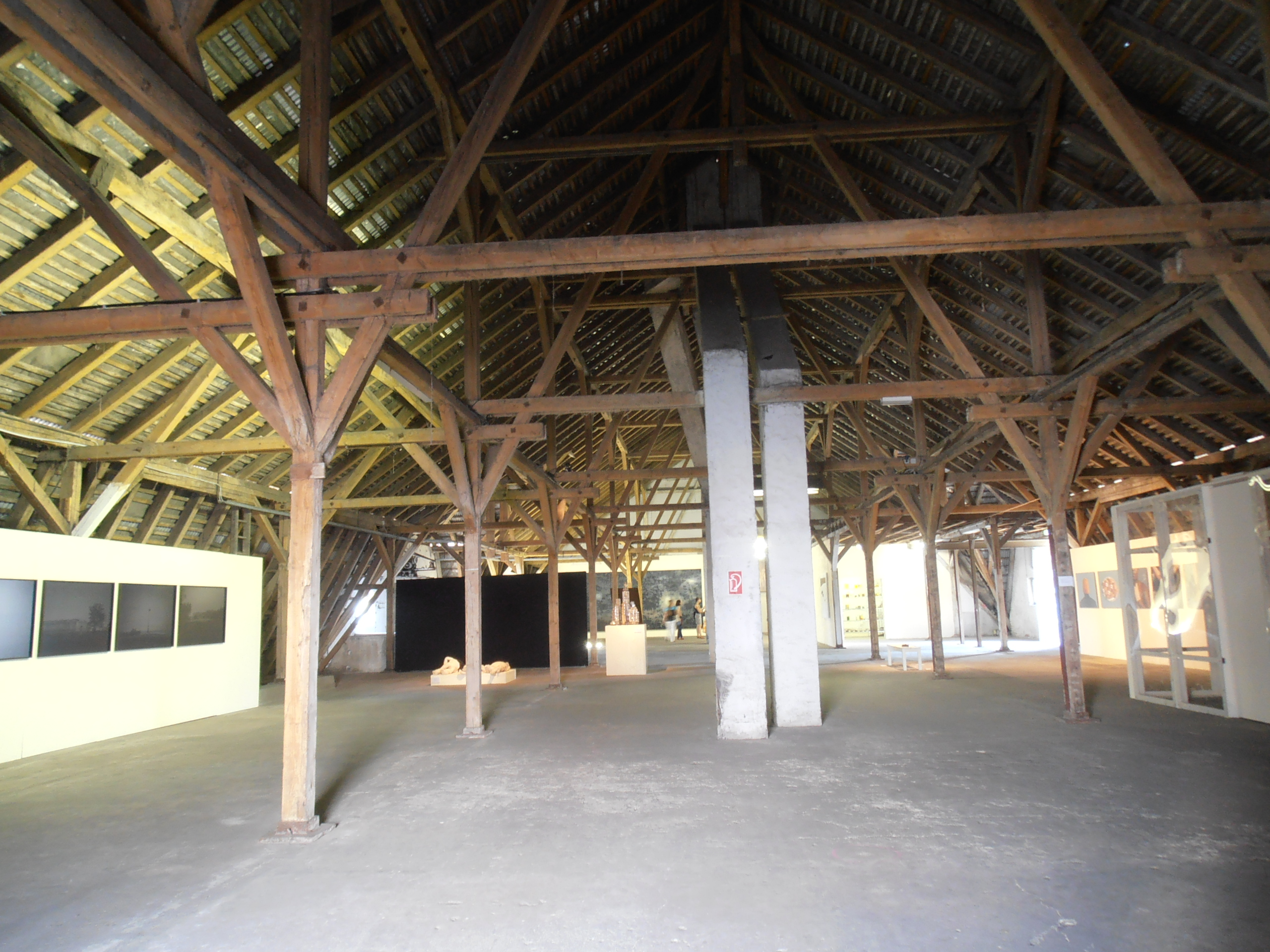
Ausstellungsraum im ehemaligen Heuboden der Futterställe 2013

Das OSTRALE – Zentrum für zeitgenössische Kunst veranstaltet seit 2007 eine internationale Ausstellung für zeitgenössische Künste in Dresden. Zunächst in einem jährlichen Turnus eröffnet, wurde die Ostrale im Jahr 2017 zur Biennale.
Die OSTRALE richtet sich an ein grundsätzlich kunstinteressiertes Publikum, das nicht unbedingt Erfahrung mit dem klassischen Kunstbegriff haben muss.

## Name und Logo
Der Name OSTRALE ist eine Zusammensetzung aus den Wörtern „Ostragehege“ und „Signale“. Ersteres bezeichnet den Ausstellungsort. Der Begriff „Signale“ gab den thematischen Rahmen der ersten Ausstellung im Jahr 2007 vor. Das Logo, ein symbolisierter Hirsch, verweist auf den Standort der Ausstellung – das Ostragehege, ein ehemaliges Jagdrevier des sächsischen Kurfürsten, nahe dem Dresdner Zentrum auf einer Halbinsel gelegen.

## Geschichte
Anfang des Jahres 2007 suchten die Dresdner Künstler Andrea Hilger und Mike Salomon Spielstätten für die Möglichkeit der Aufführung von zeitgenössischem Tanz. Nach einer Anfrage bei der Stadt Dresden wurden sie auf die bis dahin ungenutzten Brachflächen und dem Verfall ausgesetzten Gebäude des ehemaligen Städtischen Vieh- und Schlachthofes verwiesen. Aus der Idee die Räume ausschließlich für Tanzperformances zu nutzen, entwickelten die Kuratoren ein Konzept für die Nutzung als temporäre, gattungsübergreifende Ausstellung für bildende und darstellende Kunst. Bereits im Sommer 2007 fand die erste OSTRALE statt.
Gezeigt wurden auf einer Ausstellungsfläche von über 20.000 m² junge, noch nicht etablierte Künstler neben international bereits anerkannten Künstlern, die sich in sämtlichen künstlerischen Genres  ausdrücken – von der Malerei über die Fotografie und Plastik bis hin zum Tanz sowie zur Performance-, Sound-, Licht- und Videokunst.
Die Ausstellung fand in den ersten Jahren in wechselnden Gebäuden statt. Viele der für die Ausstellung genutzten Gebäude sind inzwischen fremdgenutzt oder dem Verfall ausgesetzt. Bis 2011 vermietete die Stadt Dresden als Eigentümerin des Geländes die Gebäude jeweils für das laufende Jahr an den Trägerverein. Im Jahr 2012 unterzeichneten beide Seiten einen zehnjährigen Nutzungsvertrag für die Hauptausstellungsräume, die beiden denkmalgeschützten und unsanierten ehemaligen Futterställe Ost und West.
2013 war das Gelände von Hochwasser betroffen. In Folge senkte sich der Untergrund, was zu Bauschäden an den Futterställen führte. Diese Schäden addierten sich zum ohnehin vorhandenen Sanierungsstau dazu. Weder die Stadt Dresden noch der Trägerverein der Ostrale sahen sich in der Lage, die notwendige Finanzierung zur Sanierung der Gebäude aufzubringen. Deshalb wurde ein Spendenaufruf durch das Ostraleteam gestartet. Die Nutzungsgenehmigung unter Auflagenvorbehalt galt nur bis zum 31. Dezember 2017. Deswegen musste der Ostrale e. V. die Räumlichkeiten verlassen.
Bis 2012 konnten die Künstler aufgrund eigener Bewerbung teilnehmen. Das brachte der Ostrale den Vorwurf der Beliebigkeit ein. Daher erfolgte 2013 die Umstellung auf ein zweistufiges System: Einerseits werden Künstler von den Veranstaltern zur Teilnahme eingeladen, zum anderen werden die Bewerbungen von Künstlern durch eine Jury gesichtet. Die Zahl der ausstellenden Künstler sank so 2013 auf 86. Im Jahr 2014 nahmen ca. 200 Künstler aus insgesamt 34 Ländern teil.

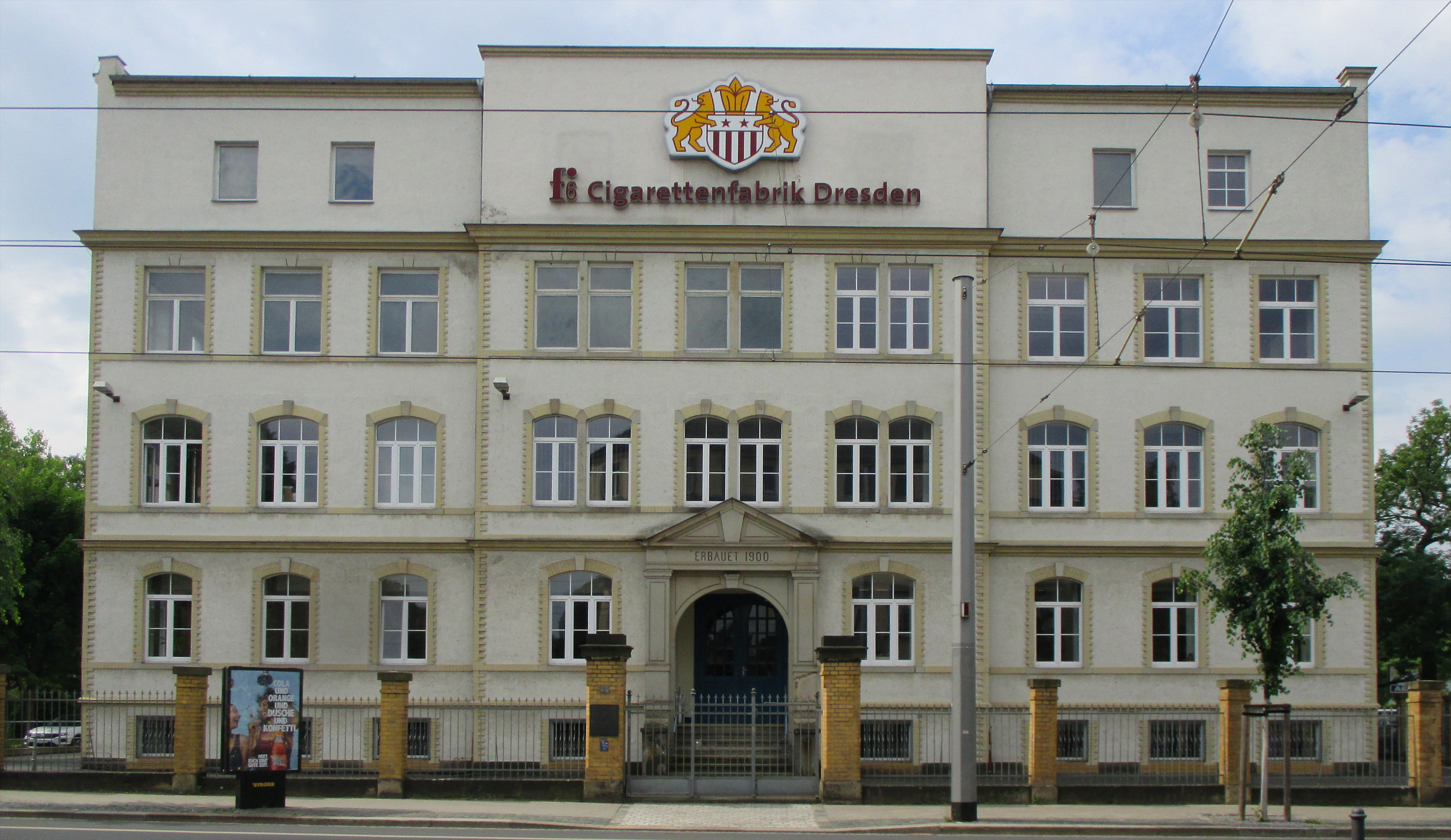
f6-Cigaretten-Fabrik Dresden, Schandauer Straße 68

Im Jahr 2017 wurde die Ostrale das erste Mal als Biennale veranstaltet. Der Name wurde offiziell in OSTRALE-Biennale geändert und wird seitdem als eine reine Einladungsausstellung durchgeführt. Im Jahr 2019 fand die Biennale O19 von Juli bis September statt. Als Hauptausstellungsort diente die Historische Tabakfabrik f6 in Dresden-Striesen, begleitet von fünf Satellitenausstellungen im Stadtgebiet Dresdens.

## Künstler, Kuratoren, Besucher
| Jahr                 | Besucher | Kurator(en)                                                                                               |
| -------------------- | -------- | --- |
| OSTRALE Biennale O23 |          | Andrea Hilger, Antka Hofmann, Lisa Uhlig                                                                  |
| OSTRALE Biennale O21 |          | Patricija Gilyte, Krisztián Kukla, Ivana Meštrov, Nataša Bodrožić, Antka Hofmann, Andrea Hilger           |
| OSTRALE Biennale O19 | 28.000   | Drorit Gur Arie, Syowia Kyambi, Yik Chow, Toni Sant, Antka Hofmann, Andrea Hilger                         |
| OSTRALE Biennale O17 | 29.000   | Mykola Dzhychka, Oliver Kratz, Detlef Schweiger, Holger Wendland, Antka Hofmann, Andrea Hilger            |
| OSTRALE O16          | 25.000   | Drorit Gur Arie, Risa Takita, Syowia Kyambi, Tomasz Wendland, Harro Schmidt, Antka Hofmann, Andrea Hilger |
| OSTRALE O15          | 20.000   | Lydeke Schakel, Sybille Nütt, Mirosław Jasiński, Harro Schmidt, Andrea Hilger                             |
| OSTRALE O14          | 19.000   | Nadine Bors, Andrea Hilger                                                                                |
| OSTRALE O13          | 18.000   | Knut Hartwich, Friedrich Loock, Moritz Stange, Andrea Hilger                                              |
| OSTRALE O12          | 17.500   | Martin Müller, Benjamin Fleig, Andrea Hilger                                                              |
| OSTRALE O11          | 17.000   | Martin Müller, Benjamin Fleig, Andrea Hilger                                                              |
| OSTRALE O10          | 16.000   | Martin Müller, Andrea Hilger                                                                              |
| OSTRALE O9           | 11.000   | Andrea Hilger; Co-Kuratoren: Katja Albers, Martin Müller, Lukas Feireis                                   |
| OSTRALE O8           | 6.500    | Sabine Zimmermann                                                                                         |
| OSTRALE O7           | 3.500    | Andrea Hilger, Mike Salomon                                                                               |

## Das historische Schlachthof-Areal
Der historische Städtische Vieh- und Schlachthof wurde 1906 bis 1910 auf einem, zum großen Teil künstlich aufgeschütteten, Gebiet des Ostrageheges vom Stadtbaurat Hans Erlwein im sogenannten Heimatschutzstil gebaut. Der Komplex aus ursprünglich 68 Gebäuden erweckte hierdurch den Charakter eines Dorfes und diente nicht nur der Unterbringung und Schlachtung von Vieh, sondern war auch mit Markthallen, einer Gastwirtschaft, Wohn- und Geschäftsgebäuden sowie einem Hotel ausgestattet. Seinerzeit war der Erlweinsche Schlachthof der bis dato größte und modernste Schlachthof Europas, der sich durch einen eigenen Eisenbahnanschluss, eine autonome Energieversorgung und Abwasserreinigung auszeichnete. Durch die Bombardierung Dresdens am 13. Februar 1945 trugen auch die Bauwerke des Schlachthofensembles schwere Schäden davon. Aufgrund der akuten Lebensmittelknappheit in der Nachkriegszeit baute man die Gebäude in vereinfachtem Stil wieder auf und hatte hier zur Zeit der DDR das Dresdner Fleischkombinat untergebracht, das bis 1995 in Betrieb war.

## Ausstellungsorte

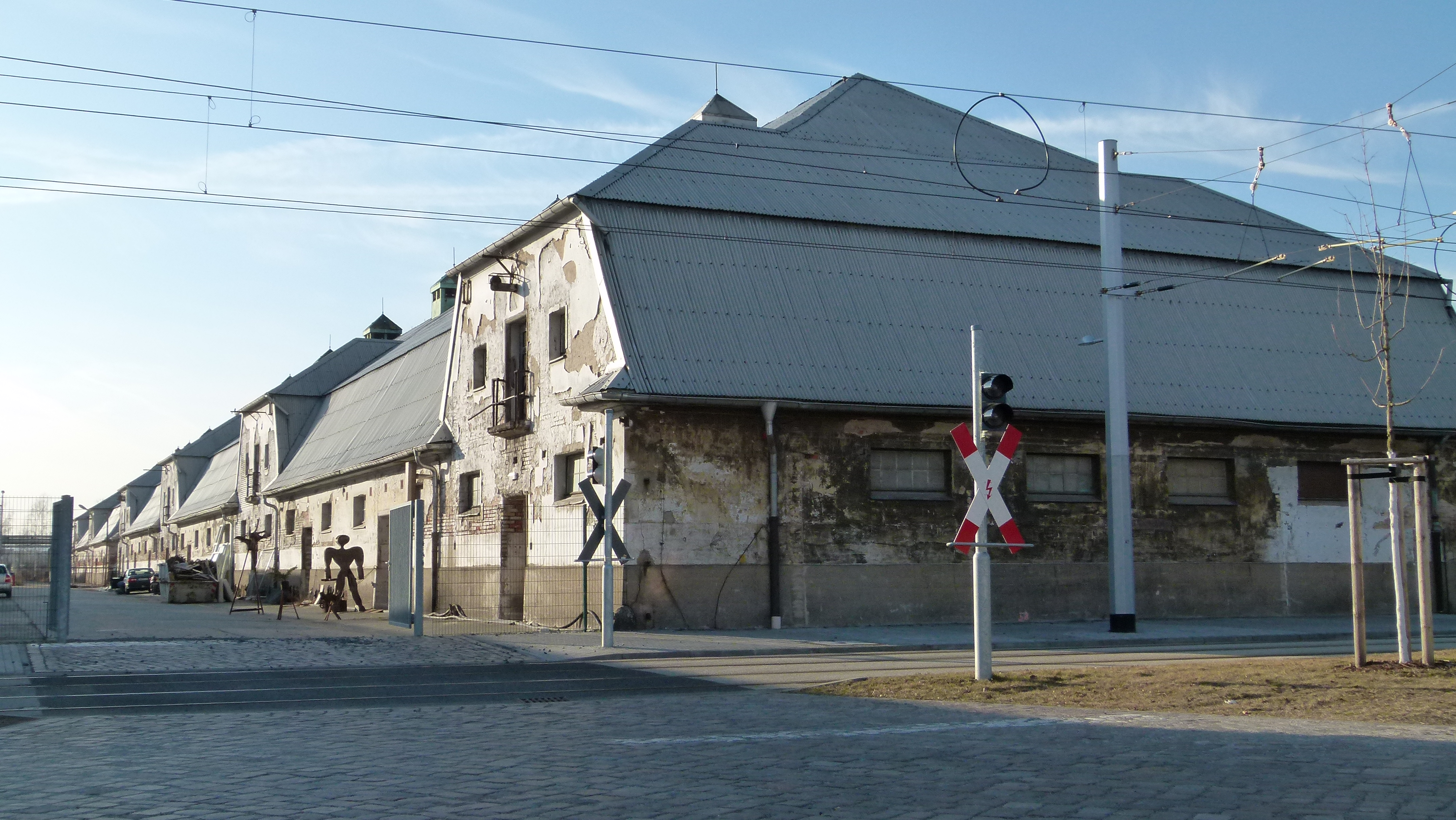
Blick auf die Futterställe

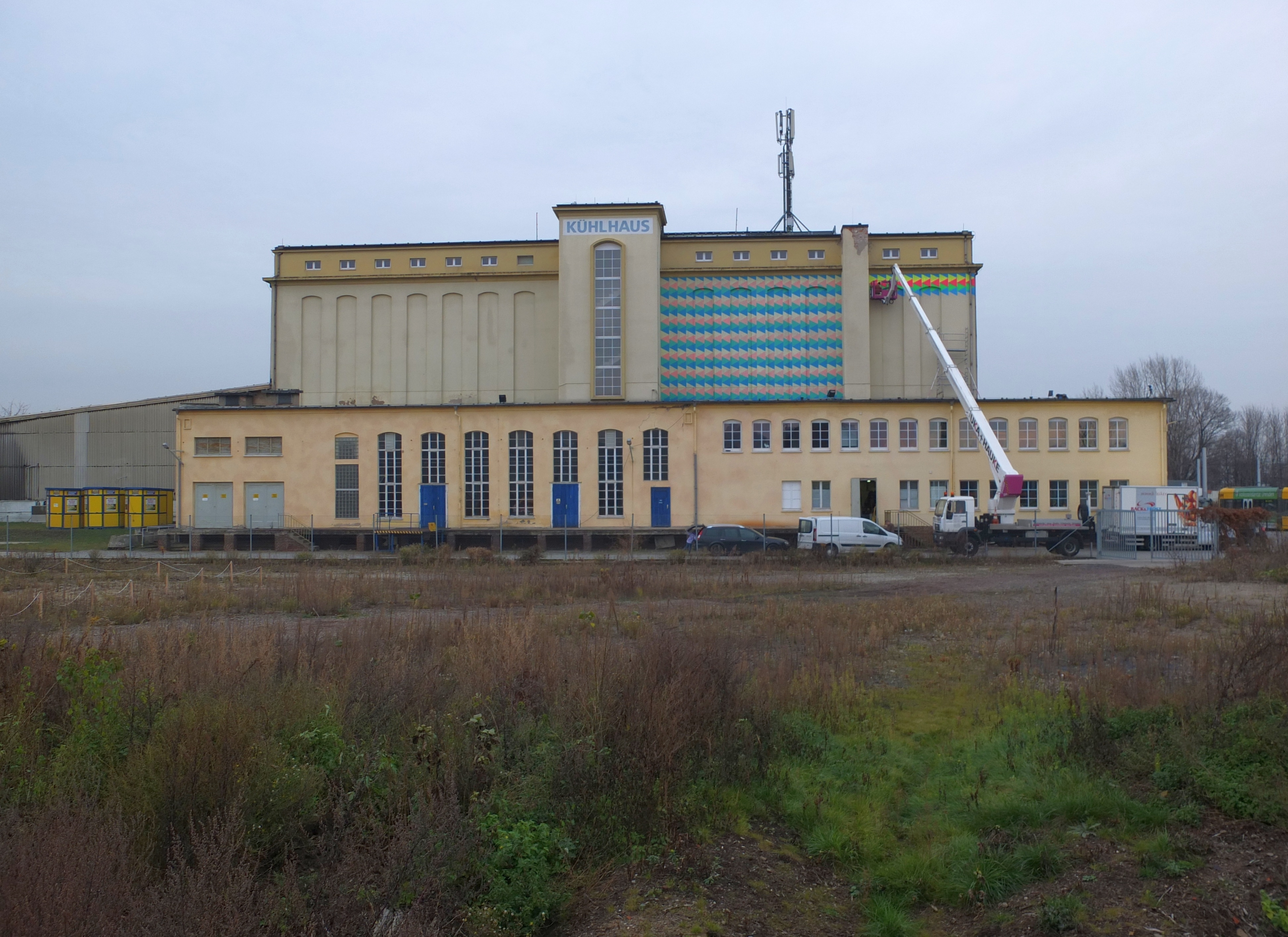
Das Kühlhaus

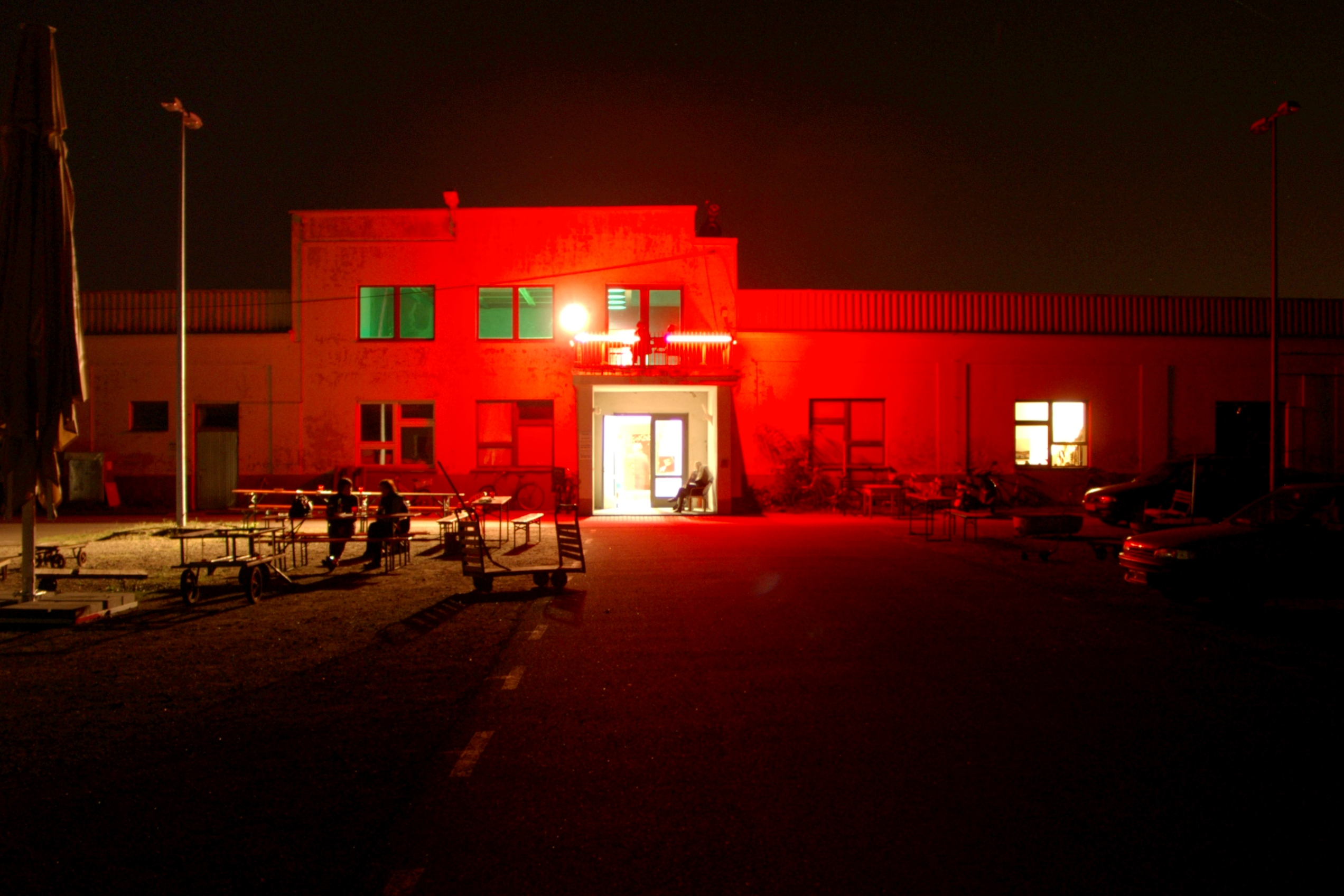
Der Sozialtrakt

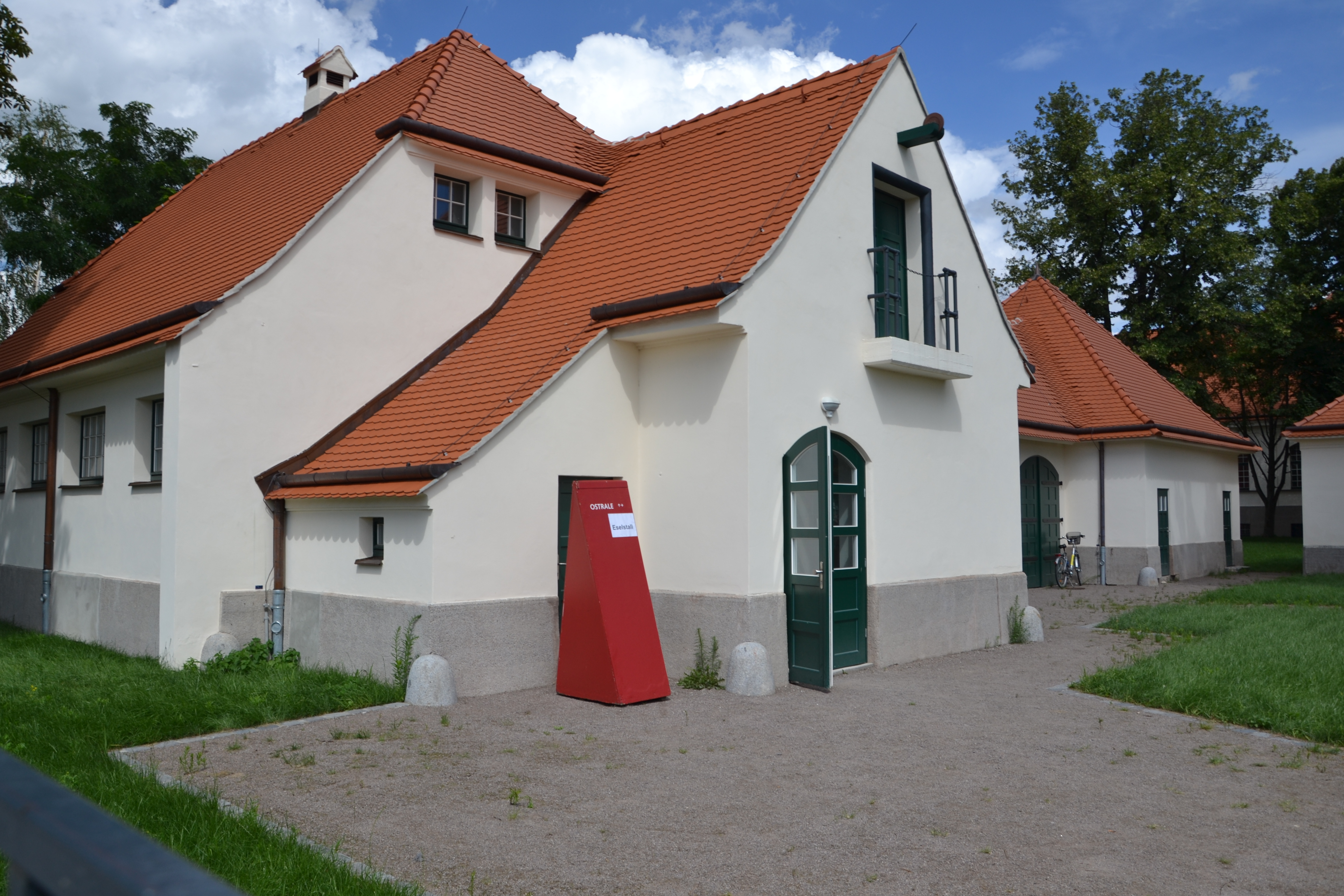
Der Eselstall

Die Ausstellungsorte der OSTRALE waren bis 2012 auf dem gesamten Gelände des ehemaligen Schlachthofes verteilt und wurden je nach Ausstellungssaison und kuratorischem Konzept wechselweise bespielt. Ab 2013 bis 2017 wurden nur noch die Futterställe genutzt.

### Futterställe
Die Futterställe dienten früher zum Füttern der Tiere und zum Einlagern des Heus auf dem Dachboden.
Der Gebäudekomplex besteht aus zwei Teilen: dem Futterstall West und dem Futterstall Ost. Die Ställe verfügen über je zwei Etagen mit insgesamt etwa 8000 m² Ausstellungsfläche. Der Eintritt durch eines der acht Tore (Futterstall West) oder zehn Tore (Futterstall Ost), die die Ställe in einzelne Séparées unterteilen. Der Heuboden im Dachgeschoss ist jeweils über Treppen zu erreichen und wird für Ausstellungen und Veranstaltungen genutzt.

### Fettschmelze
Die ehemalige Fettschmelze war bis 1994 Teil des VEB Dresdner Fleischkombinates und war bis zuletzt Ausbildungsstätte für das Fleischerhandwerk. Seither steht das Gebäude mit einer Größe von ca. 3000 Quadratmeter leer. Durch mehrmalige Umbauprozesse erhielt das Gebäude ein eigenes unverkennbares Inneres. Alle 40 Räume der Fettschmelze sind in Größe sowie Struktur unterschiedlich.

### Kühlhaus
In Teilen des Frigolanda Kühlhauses befinden sich die künstlerischen Büros der OSTRALE. Erstmals wurden im Rahmen der OSTRALE’O11 ehemalige Kühlkammern als Kunstraum genutzt.

### Messefoyer
In Kooperation mit der, dem Gelände gegenüberliegenden, Messe Dresden wird das Messefoyer als Kunstraum bespielt.

### Sozialtrakt
Der Sozialtrakt wurde von 2007 bis 2010 als Kunst- und Veranstaltungsbereich der OSTRALE genutzt – aber seither von der Stadt Dresden verkauft. So gehört der Sozialtrakt nicht mehr zum Ausstellungsgelände. Er diente bis 2010 als Veranstaltungs- und Produktionsbereich einschließlich Gastronomie und Sanitärbereich, außerdem waren dort Werkstätten, Arbeitsräume und Ateliers untergebracht.

### Schweinehalle
Die Schweinehalle wurde von 2007 bis 2010 als Kunstraum der OSTRALE genutzt. Die Schweinehalle ist eine mehr als 1300 m² große Halle im Zentrum des Geländes. Die Decke lässt durch eine Vielzahl an Fensterreihen großzügig Licht in das Gebäude herein. Pfeiler, die in den Raum ragen, sorgen für eine vertikale Gliederung des Raumes.

### Pförtnerhäuschen
Früher kontrollierte hier der Pförtner den Zutritt zum Gelände. Das kleinste Ausstellungsgebäude der OSTRALE befindet sich gleich am Eingang zum Schlachthofgelände. Im Rahmen der OSTRALE’O9 wurde das Pförtnerhäuschen violett gestrichen.

### Eselstall
Gegenüber dem Pförtnerhäuschen befindet sich der Eselstall. Dieser beherbergte früher die Esel, die die Lasten über das Ostragelände zogen. Für die OSTRALE’O9 wurde die Fassade des Hauses vergoldet sowie als Projektionsfläche genutzt.

### Haus 11
Das Gebäude befindet sich auf der Brachfläche zwischen den Futterställen und dem Frigolanda Kühlhaus und wurde erstmals zur OSTRALE’O12 bespielt. Früher befanden sich dort technische Anlagen, hauptsächlich die Elektrik und Büros.

### Barrierefreiheit
Mit dem Bau der Wiesenrampe bahnte die OSTRALE seit dem Jahr 2014 Menschen mit Gehbehinderung den Weg in die zweite Ebene der Ausstellung. Die barrierefreie Holzkonstruktion, die sich über das Gelände schlängelt, ist als Weiterführung des 2013 errichteten Kassenhauses unter der Leitung des italienischen Architektenduos „albitalbero“ entstanden. Zahlreiche regionale und internationale Behindertenwerkstätten, unter anderem aus Rothenburg, Radebeul und dem belgischen Liège, wirkten an der Errichtung der Rampe mit, als ein Projekt von Menschen mit Handicap für Menschen mit Handicap. Nicht nur Rollstuhlfahrer, sondern auch Familien mit Kinderwagen nutzen von der hölzernen Brücke mit dem begrünten Randstreifen aus diese Rampe.

## Rezeptionen
- Joachim Lange in Mitteldeutsche Zeitung (10. August 2012): „Doch gegen Wagner und Co. in der Semperoper oder die 500 Jahre alte Sixtinische Madonna im Zwinger haben es die Zeitgenossen in Dresden immer noch schwer, wenn sie nicht gerade Hans-Werner Henze oder Gerhard Richter heißen und selbst schon im Klassikerstatus angekommen sind. […] Dass Sachsens Kunstministerin Sabine von Schorlemer jetzt die Schirmherrschaft übernommen […] hat, ist auch Anerkennung für das, was bisher auf die Beine gestellt wurde.“
- Carsten Probst in Deutschlandfunk (19. Juli 2014): „Immer mehr expandiert die Ostrale in den Dresdner Stadtraum, startet Initiativen gegen Rechtsradikalismus und für die Akzeptanz von junger Kunst, lauter Baustellen, an denen sich andere Kunstorte in Dresden seit Jahrzehnten die Zähne ausbeißen.“
- Ramona Ackermann auf CYNAL – Neue Kunst im Dialog (3. August 2014): „Was immer man über Berlin und Leipzig in Sachen aufstrebender Kunstmetropolen behaupten mag – Dresden steht diesen Trends nicht nur in keiner Weise nach, sondern sie  beweist […], dass sie alles andere als eine verschlafene Großstadt ist. Denn von hier weht ein wirklich frischer Wind!“
- Birgit Grimm in Sächsische Zeitung (25. September 2014): „Das Publikum will die Ostrale, und Dresdner braucht diese Schau internationaler Kunst.“

## Preise
- Kunstpreis der Landeshauptstadt Dresden 2009
- Nominiert für den Dresdner Tourismuspreis 2012

## Begleitprogramm
Während des Zeitraums der Ausstellung gibt es pädagogische Angebote, um jüngere Menschen und Menschen mit Behinderung an Gegenwartskunst und die eigene künstlerische Betätigung heranzuführen. Mehr als 3500 Schüler und Lehrer, die die OSTRALE allein im Jahr 2014 im schulischen Rahmen besucht haben, belegen den künstlerischen wie gesellschaftlichen Bezug an diesem historisch und architektonisch interessanten Ort als Unterrichtsthematik. Ziel der OSTRALE ist es: zunehmend auf die Entwicklung nachhaltiger kunstpädagogischer Konzepte zu wirken und „Bildung durch Kunst“ als jährlichen Schwerpunkt auszuarbeiten. Das Rahmenprogramm „OSTRALE.xtra“ beinhaltet zeitgenössische Ausdrucksformen zwischen darstellender und bildender Kunst und soll sich den Räumen und Außenarealen neuartig auseinandersetzen. Die Aktivitäten umfassen Performances, Konzerte, Work-in-Progress-Aktionen, Vorträge, Workshops und Diskussionsrunden, einschließlich Tanz- und Theateraufführungen sowie Lesungen. Das OSTRALE.xtra-Programm erweitert das Ausstellungsangebot um Perspektiven und Standpunkte und bietet ästhetische Erfahrungen für die Sinne.

## Out of OSTRALE
Nach dem Ende der Spielzeit auf dem Ausstellungsgelände Ostragehege wird seit 2010 eine Auswahl der Arbeiten als „Out of OSTRALE“ in anderen europäischen Städten gezeigt. Die Entscheidung darüber trifft eine Jury. Die Arbeiten sollen zum neugewählten Ausstellungsort passen und die besten Werke der OSTRALE präsentieren. Auf diese Weise werden die Werke zum Teil in unterschiedlichen Ausstellungsräumen in einem Zeitraum von einem Monat gezeigt, so dass die OSTRALE im europäischen Raum für fünf Monate sichtbar ist. Die bisherigen Out-of-OSTRALE-Ausstellungsorte waren Katowice (Polen) und Eupen (Belgien).
Im Jahr 2014 zeigte das Universitätsklinikum Dresden Exponate ausgewählter Künstler der OSTRALE in der Out-of-OSTRALE-Ausstellung „stayment“.

## Organisation
Die internationale Ausstellung für zeitgenössische Künste wird durch den Trägerverein OSTRALE e. V. organisiert und finanziert sich über Eintrittsgelder, Fördermittel und Sponsoringleistungen. Der gemeinnützige Förderverein OSTRALE.freunde e. V. unterstützt die Ausstellung seit April 2011. An jeder OSTRALE-Ausgabe sind neben den Künstlern, Kuratoren und Galeriepartnern jährlich etwa 80 bis 85 Menschen beteiligt, die aus dem Büroteam, Technikern, Handwerkern, Auf- und Abbauhelfern, Aufsichts- und Kassenpersonal besteht.